# تیمی سیمونس
تیمی سیمونس (هلندی: Timmy Simons؛ زادهٔ ۱۱ دسامبر ۱۹۷۶) بازیکن فوتبال اهل بلژیک است.
سیمونس در تاریخ ۲۵ آوریل ۲۰۰۱ میلادی اولین بازی ملی‌اش را مقابل تیم ملی فوتبال جمهوری چک انجام داد. او در ۹۴ بازی ملی برای تیم ملی فوتبال بلژیک به میدان رفت.